# دیدیه دنینک
دیدیه دننکس (به فرانسوی: Didier Daeninckx) رمان‌نویس و فیلم‌نامه‌نویس قرن بیستم میلادی اهل فرانسه است.